# ميتشيل فـان دير غاغ
ميتشيل فـان دير غاغ (بالهولندية: Mitchell van der Gaag)‏ هو مدرب كرة قدم ولاعب كرة قدم هولندي في مركز الدفاع، ولد في 22 أكتوبر 1971 في زوتفن في هولندا. شارك مع منتخب هولندا تحت 21 سنة لكرة القدم. أما مع النوادي، فقد لعب مع إن إي سي نيميخن وسبارتا روتردام ونادي آيندهوفن ونادي أوترخت ونادي النصر ونادي ماذرويل ونادي ماريتيمو.

## وصلات خارجية
- ميتشيل فـان دير غاغ على موقع قاعدة بيانات كرة القدم.إي يو (الإنجليزية)